# Arrow-Debreu-Gleichgewichtsmodell
Das Arrow-Debreu Gleichgewichtsmodell (auch: Arrow-Debreu-McKenzie-Modell) ist ein mikroökonomisches Modell der gesamten Volkswirtschaft. Es ist nach Gérard Debreu und Kenneth Arrow sowie Lionel W. McKenzie benannt, stellt eine Weiterentwicklung des von Léon Walras entwickelten walrasianischen Gleichgewichtsmodells dar und untersucht einen gesamtwirtschaftlichen Gleichgewichtszustand.
Das Modell erweitert das allgemeine Gleichgewichtsmodell um unsichere Erwartungen und zustandsabhängige Größen und ist damit für die Finanzierungstheorie von großer Bedeutung. Es zeigt, dass es in einer Marktwirtschaft unter stark idealisierenden Bedingungen (insbesondere der Annahme, dass es keinerlei Externalitäten gibt) nicht möglich ist, jemanden besserzustellen, ohne jemand anderen schlechterzustellen. Kurz gesagt ist ein Marktgleichgewicht bei Abwesenheit von Externalitäten ein Pareto-Optimum.

## Allgemeines

### Inhalt
Allgemeine Gleichgewichtsmodelle betrachten Marktwirtschaften, in denen alle Konsumenten und Produzenten rational handeln. Sie beschreiben, wie Konsumenten und Produzenten unter Beachtung ihrer Budgetbeschränkungen bzw. technologischen Beschränkungen simultan Angebote und Nachfragen wählen. Im Gegensatz zu Partialmodellen, die nur Einzelmärkte analysieren, charakterisieren Allgemeine Gleichgewichtsmodelle gesamtwirtschaftliche Ressourcenallokationen, bei denen sämtliche Märkte gleichzeitig geräumt sind.

### Geschichte
Der erste Versuch in der Neoklassischen Theorie, ein umfassendes Modell zur Bestimmung der relativen Preise in einer Ökonomie zu entwickeln, stammt von Léon Walras, dem Begründer der Lausanner Schule. Er wollte aus der Klassischen Nationalökonomie von Adam Smith und David Ricardo eine „exakte Wissenschaft“ machen. Daher versuchte er, die Wirtschaft mathematisch zu beschreiben. Abraham Wald und später Maurice Allais, Kenneth Arrow und Gérard Debreu beschrieben die Existenz und die Stabilität eines Allgemeinen Gleichgewichts für eine Marktwirtschaft mit Privateigentum. Arrow, Allais und Debreu erhielten für ihre Arbeiten zur Allgemeinen Gleichgewichtstheorie (AGT) den Wirtschaftsnobelpreis.

## Beschreibung der Ökonomie

### Bestandteile
Betrachtet sei eine Ökonomie aus n Märkten. In dieser gebe es I Konsumenten und J Unternehmen, wobei für diese beiden Gruppen entsprechend die Indexmengen {\displaystyle {\mathcal {I}}=\{1,\ldots ,I\}} (die Menge aller Konsumenten) bzw. {\displaystyle {\mathcal {J}}=\{1,\ldots ,J\}} (die Menge aller Produzenten) definiert werden. Betrachtet werden nun nacheinander Konsumenten und Produzenten, danach die anfängliche Ausstattung der Ökonomie:
- Die Konsummöglichkeitenmenge eines Konsumenten {\displaystyle i\in {\mathcal {I}}} ist {\displaystyle X_{i}\subset \mathbb {R} _{+}^{n}} mit {\displaystyle X_{i}\neq \emptyset }, also die Menge aller für i möglichen Konsumbündel {\displaystyle \mathbf {x} ^{i}=(x_{1}^{i},\ldots ,x_{n}^{i})}. Seine Präferenzen seien durch die Präferenzordnung {\displaystyle \succsim _{i}} charakterisiert. (Eine solche beinhaltet geordnete Paare {\displaystyle ({\hat {\mathbf {x} }}^{i},{\tilde {\mathbf {x} }}^{i})} mit {\displaystyle {\hat {\mathbf {x} }}^{i},{\tilde {\mathbf {x} }}^{i}\in X_{i}}, für die gilt, dass {\displaystyle {\hat {\mathbf {x} }}^{i}} von i schwach gegenüber {\displaystyle {\tilde {\mathbf {x} }}^{i}} präferiert wird.) Der Konsumsektor kann auf Grundlage dessen durch die Folge {\displaystyle \left\{(X_{i},\succsim _{i})\right\}_{i\in {\mathcal {I}}}} beschrieben werden.
- Die Produktionsmöglichkeitenmenge eines Unternehmens {\displaystyle j\in {\mathcal {J}}} ist {\displaystyle Y_{j}\subseteq \mathbb {R} ^{n}}. Sie beinhaltet alle möglichen Produktionspläne {\displaystyle \mathbf {y} ^{j}=(y_{1}^{j},\ldots ,y_{n}^{j})}. Das Vorzeichen einer jeden Komponente {\displaystyle y_{k}^{j}} von {\displaystyle \mathbf {y} ^{j}} wird dabei wie folgt interpretiert:

- {\displaystyle y_{k}^{j}<0} : Produzent j nutzt das Produkt k als Input (z. B. Arbeitsleistung, Rohstoffe)
- {\displaystyle y_{k}^{j}>0} : Produzent j produziert das Produkt k als Output (z. B. Konsumgut)

Der Produktionssektor lässt sich demzufolge durch eine Folge {\displaystyle \left\{Y_{j}\right\}_{j\in {\mathcal {J}}}} charakterisieren.
- Die Anfangsausstattung der Ökonomie beschreibt, welche bzw. wie viele Ressourcen der Ökonomie zu Beginn der Betrachtung zur Verfügung stehen. Sie ist durch den Ausstattungsvektor (Ressourcenvektor) {\displaystyle \mathbf {e} =(e_{1},\ldots ,e_{n})\in \mathbb {R} _{+}^{n}} gegeben. Zudem vereinbare man {\displaystyle \mathbf {e} ^{i}=(e_{1}^{i},\ldots ,e_{n}^{i})\in \mathbb {R} _{+}^{n}} als Ausstattung einer Person {\displaystyle i\in {\mathcal {I}}} (bezüglich aller Produkte).

### Gesamtökonomie
Die gesamte Ökonomie lässt sich im Arrow-Debreu-Modell infolgedessen als ein Tupel
{\displaystyle \mathbf {\mathcal {E}} =\left[\left\{(X_{i},\succsim _{i})\right\}_{i\in {\mathcal {I}}},\left\{Y_{j}\right\}_{j\in {\mathcal {J}}},\mathbf {e} \right]}
beschreiben.
Eine häufig anzutreffende Spezifizierung dieser Ökonomie ist eine Ökonomie mit Privateigentum
{\displaystyle \mathbf {\mathcal {E}} ^{p}=\left[\left\{(X_{i},\succsim _{i})\right\}_{i\in {\mathcal {I}}},\left\{Y_{j}\right\}_{j\in {\mathcal {J}}},\left\{\left(\mathbf {e} ^{i},\mathbf {\theta } ^{i}\right)\right\}_{i\in {\mathcal {I}}}\right]}
Hierbei handelt es sich um ein Wettbewerbssystem, in dem alle Unternehmen (und ihre Gewinne) privates Eigentum darstellen, das heißt, die Gewinne sind Bestandteil des aggregierten Konsumbudgets. Da es sich um eine Wettbewerbsökonomie handelt, werden Güter überdies dezentral auf Wettbewerbsmärkten gehandelt, wobei die Marktakteure als Preisnehmer agieren: Konsumenten maximieren ihren Nutzen, Produzenten ihre Gewinne. Aus der Privateigentumsannahme ergibt sich formal, dass sich das Budget der Konsumenten aus zwei Komponenten zusammensetzt: Zum einen aus einem Anteil {\displaystyle \mathbf {e} ^{i}\in \mathbb {R} ^{n}} an der Anfangsausstattung, zum anderen aus einem Anteil an den Gewinnen der Produzenten. Dieser Anteil betrage gerade {\displaystyle \mathbf {\theta } ^{i}\in \mathbb {R} ^{J}} mit {\displaystyle \theta ^{i}=(\theta ^{i1},\ldots ,\theta ^{iJ})} ({\displaystyle \theta ^{i4}} wäre also beispielsweise der Anteil, den Person i an den Gewinnen von Produzent 4 für sich in Anspruch nehmen kann). Entsprechend den Voraussetzungen ist {\displaystyle \mathbf {e} =\sum _{i\in {\mathcal {I}}}\mathbf {e} ^{i}} und {\displaystyle \sum _{i\in {\mathcal {I}}}\mathbf {\theta } ^{i}=\mathbf {1} }.

## Das walrasianische Gleichgewicht

### Ökonomie mit vollkommenem Wettbewerb
Eine Wettbewerbsökonomie mit Privateigentum (und vollkommenem Wettbewerb) verfügt über einen zentralen Preisvektor {\displaystyle \mathbf {p} =(p_{1},\ldots ,p_{n})}, der den Preis jedes Produktes angibt. Davon ausgehend kann jeder Konsument auch nur im Rahmen eines beschränkten Budgets konsumieren (Budgetrestriktion). In einem Gleichgewichtszustand muss die Budgetrestriktion unbedingt gewahrt sein.
Zudem muss im Gleichgewicht sowohl auf Produzenten- als auch auf Konsumentenseite Optimalitätsbedingungen erfüllt sein. Jeder Konsument {\displaystyle i\in {\mathcal {I}}} muss – unter Wahrung seiner Budgetrestriktion und gegeben den Preisvektor der Ökonomie – gerade einen solchen Konsumplan wählen, für den gilt, dass er gegenüber jedem anderen möglichen Konsumplan schwach vorgezogen wird. Und jeder Produzent muss der Maxime der Gewinnmaximierung folgen, das heißt, für jeden Produzenten muss gelten, dass der gewählte Produktionsplan – gegeben die Preise in der Ökonomie – gewinnmaximierend ist. (Es wird im Arrow-Debreu-Modell also nicht davon ausgegangen, dass die Optimierungsprobleme von Konsumenten und Unternehmen stets eindeutige Lösungen haben müssen.)
Schließlich muss die gleichgewichtige Allokation zulässig sein, und zwar in folgendem Sinne: Betrachtet man eine Wettbewerbsökonomie mit Privateigentum (und vollkommenem Wettbewerb), so ist ein konkreter „Zustand“ von {\displaystyle \mathbf {\mathcal {E}} ^{p}} (mit spezifischem Konsum- und Produktionsvektoren für jeden Konsumenten bzw. Produzenten) durch einen {\displaystyle n(I+J)}-Allokationsvektor {\displaystyle \left[\left(\mathbf {x} ^{i}\right)_{i\in {\mathcal {I}}},\left(\mathbf {y} ^{j}\right)_{j\in {\mathcal {J}}}\right]} gegeben. Eine solche Allokation bezeichnet man als zulässig, wenn für jede Ressource gilt, dass die insgesamt konsumierte Menge gerade der Anfangsausstattung zuzüglich der insgesamt produzierten Menge entspricht, mithin also wenn
{\displaystyle \sum _{i\in {\mathcal {I}}}\mathbf {x} ^{i}=\mathbf {e} +\sum _{j\in {\mathcal {J}}}\mathbf {y} ^{j}}.

### Walrasianisches Gleichgewicht
Für die Wettbewerbsökonomie mit Privateigentum {\displaystyle \mathbf {\mathcal {E}} ^{p}} ist ein Wettbewerbsgleichgewicht also zusammengefasst definiert als ein Tupel
{\displaystyle \left[\left(\mathbf {x} ^{i*}\right)_{i\in {\mathcal {I}}},\left(\mathbf {y} ^{j*}\right)_{j\in {\mathcal {J}}},\mathbf {p} \right]}
mit folgenden Eigenschaften:
1. Jede Person maximiert ihren Nutzen, gegeben die gleichgewichtigen Marktpreise und ihr Konsumbudget. Genauer: Sei {\displaystyle {\mathcal {X}}} die Menge aller Konsumvektoren {\displaystyle \mathbf {x} ^{i}}, die der Budgetrestriktion genügen:
{\displaystyle {\mathcal {X}}=\left\{\mathbf {x} ^{i}\left|\mathbf {p} \cdot \mathbf {x} ^{i}\leq \mathbf {p} \cdot \mathbf {e} ^{i}+\sum _{j=1}^{J}\theta ^{ij}\cdot \mathbf {p} \cdot \mathbf {y} ^{j*}\right.\right\}}

Dann ist {\displaystyle \mathbf {x} ^{i*}\in {\mathcal {X}}} und es gilt: {\displaystyle \mathbf {x} ^{i*}\succsim _{i}\mathbf {x} ^{i}} für alle {\displaystyle \mathbf {x} ^{i}\in {\mathcal {X}}}.
1. Jedes Unternehmen maximiert, gegeben die gleichgewichtigen Marktpreise, seinen Gewinn, das heißt, für alle {\displaystyle j\in {\mathcal {J}}} gilt: {\displaystyle \mathbf {p} \cdot \mathbf {y} ^{j}\leq \mathbf {p} \cdot \mathbf {y} ^{j*}} für alle {\displaystyle \mathbf {y} ^{j}\in Y_{j}}.
2. Die Allokation {\displaystyle \left[\left(\mathbf {x} ^{i*}\right)_{i\in {\mathcal {I}}},\left(\mathbf {y} ^{j*}\right)_{j\in {\mathcal {J}}}\right]} ist in {\displaystyle \mathbf {\mathcal {E}} ^{p}} zulässig.

Ein solches Gleichgewicht bezeichnet man als walrasianisches Gleichgewicht.
Eine alternative Formulierung für die Zulässigkeitsbedingung (3.) ist gebräuchlich: Offensichtlich kann man diese mittels der oben eingeführten individuellen Anfangsausstattung nämlich alternativ auch durch Überschussnachfragen ausdrücken. Man bezeichnet mit
{\displaystyle \mathbf {z} \equiv \sum _{i\in {\mathcal {I}}}\left(\mathbf {x} ^{i}-\mathbf {e} ^{i}\right)}
die aggregierte Überschussnachfrage der Ökonomie. Eine Allokation ist damit zulässig genau dann, wenn
{\displaystyle \mathbf {z} =\sum _{j\in {\mathcal {J}}}\mathbf {y} ^{j}},
das heißt, wenn für jedes Gut die aggregierte Überschussnachfrage aller Konsumenten dem aggregierten Überschussangebot aller Unternehmen entspricht. Ist diese Bedingung nicht erfüllt, können die Konsum- bzw. Produktionspläne der Konsumenten und Unternehmen nicht alle gleichzeitig realisiert werden, da dann für manche Güter die aggregierte Nachfrage vom aggregierten Angebot abweicht. Beachte, dass die haushaltsspezifische Überschussnachfrage {\displaystyle \mathbf {x} ^{i}-\mathbf {e} ^{i}} positive oder negative Komponenten umfassen kann. Das Vorzeichen der k-ten Komponente dieses Vektors zeigt an, ob der betrachtete (i-te) Konsument das betreffende Produkt kauft oder verkauft: Gilt {\displaystyle x_{k}^{i*}>e_{k}^{i*}}, dann will i mehr von k konsumieren als er anfänglich besitzt – und muss die Differenz daher kaufen; gilt dagegen {\displaystyle x_{k}^{i*}<e_{k}^{i*}}, will er weniger konsumieren als er anfänglich besitzt – und wird die Differenz daher verkaufen.

## Eigenschaften, Implikationen und Existenz des walrasianischen Gleichgewichts
Der zentrale Punkt des Arrow-Debreu-Gleichgewichtsmodells ist die Untersuchung seines Gleichgewichts. Hierbei ist besonders die Existenz und Effizienz dieses Zustandes interessant.

### Walras-Gesetz
Im Gleichgewicht einer Ökonomie mit lokal nicht gesättigten Konsumenten gilt das Walras-Gesetz in Bezug auf die gesamte Ökonomie. (Man bezeichnet eine individuelle Präferenzordnung {\displaystyle \succsim _{i}} auf {\displaystyle X_{i}} als lokal nicht gesättigt, wenn für beliebiges {\displaystyle {\hat {\mathbf {x} }}^{i}\in X_{i}} und für jede {\displaystyle \epsilon }-Umgebung {\displaystyle N_{\epsilon }({\hat {\mathbf {x} }}^{i})} um {\displaystyle {\hat {\mathbf {x} }}^{i}} ein {\displaystyle {\tilde {\mathbf {x} }}^{i}\in N_{\epsilon }({\hat {\mathbf {x} }}^{i})} existiert, sodass {\displaystyle {\tilde {\mathbf {x} }}^{i}} von i strikt gegenüber {\displaystyle {\hat {\mathbf {x} }}^{i}} präferiert wird, also {\displaystyle {\tilde {\mathbf {x} }}^{i}\succ _{i}{\hat {\mathbf {x} }}^{i}}. Vgl. der Artikel Präferenzordnung.) Das heißt, es gilt:
{\displaystyle \mathbf {p} \cdot \left(\sum _{j\in {\mathcal {J}}}\mathbf {y} ^{j}\right)-\left[\mathbf {p} \cdot \left(\sum _{i\in {\mathcal {I}}}\mathbf {x} ^{i}\right)-\mathbf {p} \cdot \left(\sum _{i\in {\mathcal {I}}}\mathbf {e} ^{i}\right)\right]=0}
Dies bedeutet, dass der Wert der (über alle Konsumenten und Unternehmen) aggregierten Überschussnachfrage stets null sein muss.

### Existenzbedingungen
Es gibt eine Reihe von Existenzsätzen für die Existenz eines solchen Gleichgewichtes. Im Folgenden wird ein auf Arrow und Debreu (1954) basierender Existenzsatz vorgestellt.
Existenz eines Gleichgewichts: Betrachte eine Ökonomie {\displaystyle \mathbf {\mathcal {E}} } im oben definierten Sinne, und seien die folgenden Anforderungen erfüllt:
(1) Für alle Konsumenten {\displaystyle i\in {\mathcal {I}}} gilt:
(a) {\displaystyle X_{i}} ist eine kompakte und konvexe Teilmenge des {\displaystyle \mathbb {R} _{+}^{n}};
(b) {\displaystyle \mathbf {e} ^{i}} ist ein innerer Punkt von {\displaystyle X_{i}};
(c) {\displaystyle \succeq _{i}} ist stetig und konvex.
(2) Für alle Unternehmen {\displaystyle j\in {\mathcal {J}}} gilt:
(a) {\displaystyle Y_{j}} ist kompakt und konvex;
(b) {\displaystyle \mathbf {0} \in Y_{j}}.
Dann verfügt {\displaystyle \mathbf {\mathcal {E}} } über ein walrasianisches Gleichgewicht.

### Bedeutung der Existenzbedingungen
Diese Bedingungen sind keineswegs alle naheliegend oder nur rein technisch. Besonders (1)(b) ist problematisch, auch wenn sie abgeschwächt werden kann; dies gilt auch für die Forderung der Kompaktheit von {\displaystyle X_{i}}. Tendenziell erscheinen die Annahmen an die Produzenten natürlicher.
Zu bedenken gilt es, dass die obige Bedingungen nur eine hinreichende Bedingung für die Existenz eines allgemeinen Gleichgewichtes ist. Aus der Verletzung von einigen der Punkte kann also nicht auf die Nicht-Existenz geschlossen werden. Außerdem können einige der Existenzbedingungen erwähntermaßen abgeschwächt werden.

### Hauptsätze der Wohlfahrtsökonomie
1. Hauptsatz der Wohlfahrtsökonomie
Wenn die individuellen Präferenzordnungen aller Konsumenten lokal nicht gesättigt sind und es ein Walras-Gleichgewicht gibt, dann ist dieses Gleichgewicht auch Pareto-effizient.
2. Hauptsatz der Wohlfahrtsökonomie
Wenn eine Allokation
{\displaystyle \left[\left(\mathbf {x} ^{i}\right)_{i\in {\mathcal {I}}},\left(\mathbf {y} ^{j}\right)_{j\in {\mathcal {J}}}\right]}
Pareto-effizient ist und einige weitere Voraussetzungen erfüllt sind, dann gibt es einen Preisvektor {\displaystyle \mathbf {p} \neq \mathbf {0} } und ein Transferschema so, dass {\displaystyle \left[\left(\mathbf {x} ^{i}\right)_{i\in {\mathcal {I}}},\left(\mathbf {y} ^{j}\right)_{j\in {\mathcal {J}}},\mathbf {p} \right]} ein Walras-Gleichgewicht (mit Transfers) ist.

### Eindeutigkeit und Stabilität des Gleichgewichts
Die Fragen nach Eindeutigkeit und Stabilität des Gleichgewichts sind typischerweise nicht im Arrow-Debreu-Modell untersucht worden, sondern unter der einschränkenden Annahme, dass die jeweiligen Optimierungsprobleme von Konsumenten und Unternehmen eine eindeutige Lösung haben und sich die Volkswirtschaft daher durch eine Überschussnachfragefunktion beschreiben lässt. Das Sonnenschein-Mantel-Debreu-Theorem besagt dabei, dass diese Funktionen zwar über bestimmte, allgemeine Eigenschaften verfügen, ansonsten aber keine konkreten Aussagen über ihre Gestalt möglich sind. Bei Heterogenität in den Faktorausstattungen und Präferenzen ist kein eindeutiges Gleichgewicht garantiert.

## Andere Gleichgewichtsmodelle
- Partialmarktmodell
- Verallgemeinertes Partialmarktmodell
- Allgemeines Gleichgewichtsmodell
- Edgeworth-Box Modell
- Robinson-Crusoe Modell
- Walrasianisches Gleichgewichtsmodell